# Liste der Mitglieder des Provinziallandtags der Provinz Sachsen (1894–1899)
Diese Liste gibt einen Überblick über die Mitglieder des Provinziallandtags der preußischen Provinz Sachsen in der Wahlperiode 1894 bis 1899.

## Allgemeines
Dies war der vierte Landtag, der nach der Provinzialordnung für die Provinzen Preußen, Brandenburg, Pommern, Schlesien und Sachsen vom 29. Juni 1875 gewählt wurde. Ausscheidende Abgeordnete wurden per Nachwahl ergänzt. Da die Liste den Stand 1894 reflektiert, fehlen die Abgeordnetenveränderungen während der Wahlperiode.
Die Wahl der Vertreter der Kreise und Städte selbst fand am 16. Oktober 1893 statt.

## Liste der Abgeordneten
| Regierungsbezirk           | Wahlkreis               | Abgeordneter                                                                                | Anmerkung                    |
| -------------------------- | ----------------------- | ------------------------------------------------------------------------------------------- | ---------------------------- |
| Regierungsbezirk Magdeburg | Aschersleben            | Bürgermeister Gustav Brecht zu Quedlinburg                                                  |                              |
| Regierungsbezirk Magdeburg | Aschersleben            | Oberbürgermeister Paul Michaelis zu Aschersleben                                            |                              |
| Regierungsbezirk Magdeburg | Aschersleben            | Amtsrat Weydemann zu Hausneindorf                                                           |                              |
| Regierungsbezirk Magdeburg | Calbe a./S.             | Amtsrat Adolph von Dietze zu Barby                                                          |                              |
| Regierungsbezirk Magdeburg | Calbe a./S.             | Amtsvorsteher Bethge zu Eggersdorf                                                          |                              |
| Regierungsbezirk Magdeburg | Calbe a./S.             | Bürgermeister Hermann Fiedler zu Staßfurt                                                   |                              |
| Regierungsbezirk Magdeburg | Gardelegen              | Landrat Jacob von Gerlach zu Gardelegen                                                     |                              |
| Regierungsbezirk Magdeburg | Gardelegen              | Bürgermeister Julius Beck zu Gardelegen                                                     |                              |
| Regierungsbezirk Magdeburg | Gardelegen              | Kreisdeputierter und Rittergutsbesitzer von Goßler zu Zichtau                               |                              |
| Regierungsbezirk Magdeburg | Halberstadt, Stadt      | Bürgermeister Gustav Bödcher zu Halberstadt                                                 |                              |
| Regierungsbezirk Magdeburg | Halberstadt, Stadt      | Kommerzienrat Gustav Klamroth zu Halberstadt                                                |                              |
| Regierungsbezirk Magdeburg | Halberstadt, Land       | Landwirt Carl Polland zu Rohrsheim                                                          |                              |
| Regierungsbezirk Magdeburg | Halberstadt, Land       | Amtsvorsteher Friedrich Barner zu Bühne                                                     |                              |
| Regierungsbezirk Magdeburg | Jerichow I              | Erbschenk im Herzogtum Magdeburg Hilmar vom Hagen                                           |                              |
| Regierungsbezirk Magdeburg | Jerichow I              | Erster Bürgermeister Ferdinand Kruspi zu Burg                                               |                              |
| Regierungsbezirk Magdeburg | Jerichow I              | Landrat Arthur von Pieschel zu Burg                                                         |                              |
| Regierungsbezirk Magdeburg | Jerichow II             | Landrath Graf Ludwig von Wartensleben zu Genthin                                            |                              |
| Regierungsbezirk Magdeburg | Jerichow II             | Bürgermeister Winter zu Genthin                                                             |                              |
| Regierungsbezirk Magdeburg | Jerichow II             | Amtsvorsteher Cunow zu Schönhausen                                                          |                              |
| Regierungsbezirk Magdeburg | Stadtkreis Magdeburg    | Oberbürgermeister Friedrich Bötticher in Magdeburg                                          |                              |
| Regierungsbezirk Magdeburg | Stadtkreis Magdeburg    | Bürgermeister Born zu Magdeburg                                                             |                              |
| Regierungsbezirk Magdeburg | Stadtkreis Magdeburg    | Stadtrat Julius Voigtel zu Magdeburg                                                        |                              |
| Regierungsbezirk Magdeburg | Stadtkreis Magdeburg    | Bankier Max Jensch zu Magdeburg                                                             |                              |
| Regierungsbezirk Magdeburg | Stadtkreis Magdeburg    | Stadtverordnetenvorsteher Werner Fritze zu Magdeburg                                        |                              |
| Regierungsbezirk Magdeburg | Neuhaldensleben         | Landrat Friedrich Joachim von Alvensleben zu Neuhaldensleben                                |                              |
| Regierungsbezirk Magdeburg | Neuhaldensleben         | Bürgermeister a. D. Werner Sachse zu Neuhaldensleben                                        |                              |
| Regierungsbezirk Magdeburg | Neuhaldensleben         | Gutsbesitzer Adolf Tangermann zu Belsdorf                                                   |                              |
| Regierungsbezirk Magdeburg | Osterburg               | Rittergutsbesitzer, Deichhauptmann Weycke zu Niesfelde                                      |                              |
| Regierungsbezirk Magdeburg | Osterburg               | Landrat von Hermann von Jagow zu Osterburg                                                  |                              |
| Regierungsbezirk Magdeburg | Oschersleben            | Amtsrat Meyer zu Kloster-Adersleben                                                         |                              |
| Regierungsbezirk Magdeburg | Oschersleben            | Rittergutsbesitzer Ernst von Gustedt zu Berßel                                              |                              |
| Regierungsbezirk Magdeburg | Oschersleben            | Landrat Martin von Wegnern zu Oschersleben                                                  |                              |
| Regierungsbezirk Magdeburg | Salzwedel               | Landrat Werner von der Schulenburg zu Salzwedel                                             |                              |
| Regierungsbezirk Magdeburg | Salzwedel               | Landwirt Ulrich zu Brunau                                                                   |                              |
| Regierungsbezirk Magdeburg | Salzwedel               | Bürgermeister Paul Preiß zu Salzwedel                                                       |                              |
| Regierungsbezirk Magdeburg | Stendal                 | Landrat Ludolf von Bismarck zu Stendal                                                      |                              |
| Regierungsbezirk Magdeburg | Stendal                 | Bürgermeister Otto Wilhelm Theodor Werner zu Stendal                                        |                              |
| Regierungsbezirk Magdeburg | Stendal                 | Ortsschulze Kahrstedt zu Hüselitz                                                           |                              |
| Regierungsbezirk Magdeburg | Wanzleben               | Landrat Hans Ludolf von Kotze zu Wanzleben                                                  |                              |
| Regierungsbezirk Magdeburg | Wanzleben               | Gutsbesitzer August Witzer zu Altenweddingen                                                |                              |
| Regierungsbezirk Magdeburg | Wanzleben               | Freigutsbesitzer Albert Löber zu Diesdorf                                                   |                              |
| Regierungsbezirk Magdeburg | Wernigerode             | Graf Otto zu Stolberg-Wernigerode zu Wernigerode                                            |                              |
| Regierungsbezirk Magdeburg | Wernigerode             | Landrat Günther von Hertzberg zu Wernigerode                                                |                              |
| Regierungsbezirk Magdeburg | Wolmirstedt             | Fabrikbesitzer Gottfried Graeger zu Barleben                                                |                              |
| Regierungsbezirk Magdeburg | Wolmirstedt             | Landrat Oskar von Hasselbach zu Wolmirstedt                                                 |                              |
| Regierungsbezirk Merseburg | Bitterfeld              | Rittergutsbesitzer Reinhold Himburg zu Schricke                                             |                              |
| Regierungsbezirk Merseburg | Bitterfeld              | Landrat Hans von Bodenhausen zu Bitterfeld                                                  |                              |
| Regierungsbezirk Merseburg | Bitterfeld              | Amtsvorsteher Graßhof zu Glebitzsch                                                         |                              |
| Regierungsbezirk Merseburg | Bitterfeld              | Bürgermeister Hugo Hermann Alexander Adalbert Dippe zu Bitterfeld                           |                              |
| Regierungsbezirk Merseburg | Delitzsch               | Landrat und Rittergutsbesitzer Wilhelm von Rauchhaupt zu Storckwitz                         |                              |
| Regierungsbezirk Merseburg | Delitzsch               | Bürgermeister a. D. Emil Schrecker zu Eilenburg                                             |                              |
| Regierungsbezirk Merseburg | Delitzsch               | Amtsvorsteher Schöley zu Niederossig                                                        |                              |
| Regierungsbezirk Merseburg | Eckartsberga            | Rittergutsbesitzer Heino von Münchhausen zu Herrengosserstedt                               |                              |
| Regierungsbezirk Merseburg | Eckartsberga            | Schulze und Amtsvorsteher Scherre zu Leubingen                                              |                              |
| Regierungsbezirk Merseburg | Stadtkreis Halle        | Oberbürgermeister Gustav Staude zu Halle (Saale)                                            |                              |
| Regierungsbezirk Merseburg | Stadtkreis Halle        | Regierungsrat a. D. Stadtverordneter Karl Gneist zu Halle (Saale)                           |                              |
| Regierungsbezirk Merseburg | Stadtkreis Halle        | Stadt- und Polizeirat Wilhelm von Holly zu Halle                                            |                              |
| Regierungsbezirk Merseburg | Stadtkreis Halle        | Stärkefabrikant Karl Schmidt zu Halle                                                       |                              |
| Regierungsbezirk Merseburg | Liebenwerda             | Landrat Ernst von Bredow zu Liebenwerda                                                     |                              |
| Regierungsbezirk Merseburg | Liebenwerda             | Rittergutsbesitzer Berthold von Ploetz zu Döllingen                                         |                              |
| Regierungsbezirk Merseburg | Mansfelder Gebirgskreis | Vize-Oberjägermeister Graf von der Asseburg zu Meisdorf                                     |                              |
| Regierungsbezirk Merseburg | Mansfelder Gebirgskreis | Rittergutsbesitzer Freiherr Balduin von Eller-Eberstein zu Morungen                         |                              |
| Regierungsbezirk Merseburg | Mansfelder Gebirgskreis | Bürgermeister Jahr zu Hettstedt                                                             |                              |
| Regierungsbezirk Merseburg | Mansfelder Seekreis     | Landrat Karl von Wedel-Piesdorf zu Eisleben                                                 |                              |
| Regierungsbezirk Merseburg | Mansfelder Seekreis     | Bürgermeister Adalbert Welcker zu Eisleben                                                  |                              |
| Regierungsbezirk Merseburg | Mansfelder Seekreis     | Gutsbesitzer Carl Florstedt zu Herdersleben                                                 |                              |
| Regierungsbezirk Merseburg | Merseburg               | Amtsrat Max von Zimmermann zu Benkendorf                                                    |                              |
| Regierungsbezirk Merseburg | Merseburg               | Bürgermeister Gottlieb Friedrich Wilhelm Reinefarth zu Merseburg                            |                              |
| Regierungsbezirk Merseburg | Merseburg               | Amtsvorsteher Eduard Neubarth zu Wünschendorf                                               |                              |
| Regierungsbezirk Merseburg | Naumburg                | Landrat Friedrich von Feilitzsch zu Naumburg                                                |                              |
| Regierungsbezirk Merseburg | Naumburg                | Oberbürgermeister Emil Kraatz zu Naumburg                                                   |                              |
| Regierungsbezirk Merseburg | Querfurt                | Rittergutsbesitzer Julius Hagenguth zu Rothenschirmbach                                     |                              |
| Regierungsbezirk Merseburg | Querfurt                | Rittergutsbesitzer Roderich von Helldorff zu Zingst                                         |                              |
| Regierungsbezirk Merseburg | Querfurt                | Landrat Richard von Bötticher zu Querfurt                                                   |                              |
| Regierungsbezirk Merseburg | Saalkreis               | Landrat Nikolaus von Werder zu Halle                                                        |                              |
| Regierungsbezirk Merseburg | Saalkreis               | Rittergutsbesitzer Curt von Bülow zu Dieskau                                                |                              |
| Regierungsbezirk Merseburg | Saalkreis               | Gutsbesitzer Wesche zu Raunitz                                                              |                              |
| Regierungsbezirk Merseburg | Sangerhausen            | Landrat Ludwig von Doetinchem de Rande zu Sangerhausen                                      |                              |
| Regierungsbezirk Merseburg | Sangerhausen            | Bürgermeister Moritz Knobloch zu Sangerhausen                                               |                              |
| Regierungsbezirk Merseburg | Sangerhausen            | Gemeindevorsteher Otte zu Liebersdorf                                                       |                              |
| Regierungsbezirk Merseburg | Schweinitz              | Landrat Julius von Bodenhausen zu Schweinitz                                                |                              |
| Regierungsbezirk Merseburg | Schweinitz              | Gutsbesitzer Hausse zu Weißenburg                                                           |                              |
| Regierungsbezirk Merseburg | Torgau                  | Bürgermeister Karl Martin Klinghardt zu Torgau                                              |                              |
| Regierungsbezirk Merseburg | Torgau                  | Rittergutsbesitzer Delius zu Großtreben                                                     |                              |
| Regierungsbezirk Merseburg | Torgau                  | Rittergutsbesitzer Karl Bake zu Pülswerda                                                   |                              |
| Regierungsbezirk Merseburg | Weißenfels              | Landrat Adolph von Richter zu Weißenfels                                                    |                              |
| Regierungsbezirk Merseburg | Weißenfels              | Rittergutsbesitzer Karl Eduard Tellemann zu Schkölen                                        |                              |
| Regierungsbezirk Merseburg | Weißenfels              | Bürgermeister Franz Falkson zu Weißenfels                                                   |                              |
| Regierungsbezirk Merseburg | Wittenberg              | Rittergutsbesitzer Bodo Wilke Freiherr von Bodenhausen zu Radis                             |                              |
| Regierungsbezirk Merseburg | Wittenberg              | Bürgermeister Dr. Schild zu Wittenberg                                                      |                              |
| Regierungsbezirk Merseburg | Wittenberg              | Landrat Bodo von Bodenhausen zu Wittenberg                                                  |                              |
| Regierungsbezirk Merseburg | Zeitz                   | Landrat Johann Friedrich Winckler zu Zeitz                                                  |                              |
| Regierungsbezirk Merseburg | Zeitz                   | Bürgermeister Arnold zu Zeitz                                                               |                              |
| Regierungsbezirk Erfurt    | Stadtkreis Erfurt       | Oberbürgermeister Gustav Schneider zu Erfurt                                                |                              |
| Regierungsbezirk Erfurt    | Stadtkreis Erfurt       | Bürgermeister Lange zu Erfurt                                                               |                              |
| Regierungsbezirk Erfurt    | Stadtkreis Erfurt       | Stadtrat, Kommerzienrat Ferdinand Lucius zu Erfurt                                          |                              |
| Regierungsbezirk Erfurt    | Landkreis Erfurt        | Landrat Karl von Müffling genannt Weiß (Landrat) zu Erfurt                                  |                              |
| Regierungsbezirk Erfurt    | Landkreis Erfurt        | Amtsvorsteher Ritze zu Kirchheim                                                            |                              |
| Regierungsbezirk Erfurt    | Heiligenstadt           | Landrat Sittig von Hanstein zu Heiligenstadt                                                |                              |
| Regierungsbezirk Erfurt    | Heiligenstadt           | Bürgermeister Ernst Petri zu Heiligenstadt                                                  |                              |
| Regierungsbezirk Erfurt    | Langensalza             | Bürgermeister Oskar Wiebeck zu Langensalza                                                  |                              |
| Regierungsbezirk Erfurt    | Mühlhausen, Stadt       | Fabrikant Louis Oppé zu Mühlhausen                                                          |                              |
| Regierungsbezirk Erfurt    | Mühlhausen, Stadt       | Oberbürgermeister Dr. Bernhard Schweineberg zu Mühlhausen                                   |                              |
| Regierungsbezirk Erfurt    | Mühlhausen, Landkreis   | Landrat Robert Klemm zu Mühlhausen                                                          |                              |
| Regierungsbezirk Erfurt    | Mühlhausen, Landkreis   | Amtsvorsteher Theodor Janson zu Höngeda                                                     |                              |
| Regierungsbezirk Erfurt    | Nordhausen (Stadt)      | Klempnermeister Adolf Grote zu Nordhausen                                                   | Biografie auf NordhausenWiki |
| Regierungsbezirk Erfurt    | Nordhausen (Stadt)      | Stadtrat Gustav Jordan zu Nordhausen                                                        | Biografie auf NordhausenWiki |
| Regierungsbezirk Erfurt    | Nordhausen, Landkreis   | Landrat Eduard Wiprecht von Davier zu Nordhausen                                            |                              |
| Regierungsbezirk Erfurt    | Nordhausen, Landkreis   | Ökonom Wilhelm Apel jun. zu Bleicherode                                                     |                              |
| Regierungsbezirk Erfurt    | Schleusingen            | Senator Otto Schlegelmilch zu Suhl                                                          |                              |
| Regierungsbezirk Erfurt    | Schleusingen            | Bürgermeister Ludwig Becker zu Schleusingen                                                 |                              |
| Regierungsbezirk Erfurt    | Weißensee               | Rittergutsbesitzer und Kreisdeputierter Dr. Robert Lucius von Ballhausen zu Kleinballhausen |                              |
| Regierungsbezirk Erfurt    | Weißensee               | Landrat a. D. Lothar von den Brincken zu Weißensee                                          |                              |
| Regierungsbezirk Erfurt    | Worbis                  | Kreisdeputierter Wilko Levin Graf von Wintzingerode zu Bodenstein                           |                              |
| Regierungsbezirk Erfurt    | Worbis                  | Gutsbesitzer Biermann zu Neumühle bei Worbis                                                |                              |
| Regierungsbezirk Erfurt    | Ziegenrück              | Landrat Ludwig Franz von Breitenbauch zu Burg Ranis                                         |                              |
| Regierungsbezirk Erfurt    | Ziegenrück              | Rittergutsbesitzer Herrmann Freiherr von Erffa zu Wernburg                                  |                              |